# Angus (série de livros)
Angus é uma série de livros concebida por Orlando Paes Filho, em que a trajetória do clã guerreiro escocês, os MacLachlan, é contada. A saga percorre doze séculos de aventuras, iniciando-se no século IX, com a fundação do clã e chegando até o último MacLachlan, que participa das Cruzadas do século XXI.
Idealizada aos 14 anos, a obra estreou em 2003 com Angus – O Primeiro Guerreiro e tornou-se um fenômeno, com adaptações para RPG, quadrinhos, ópera rock e jogo de tabuleiro. Best-seller em 30 países, a série foi relançada em 2017 como trilogia ilustrada, reafirmando seu legado na literatura brasileira.

## Históricos
Orlando Paes Filho idealizou a saga de Angus aos 14 anos de idade.Três anos depois, Orlando registrou o personagem e a história, porém Orlando só conseguiu publicar o primeiro livro Angus - O Primeiro Guerreiro em 2003 publicada pela editora Arxjovem (um selo da Editora Siciliano). Segundo Paes Filho, a obra chamou atenção dos estúdio de cinema Warner Bros. e MGM. No ano seguinte, Angus foi para Editora Planeta, que lançou os livros como As Cruzadas, Angus o guerreiro de Deus, Vikings, Anglo-Saxões, Artur, Monges Medievais e uma adaptação para RPG de mesa, cadernos e fichários ilustrados pela Tilibra e jogo de tabuleiro pela Grow. Em 2006, lançou pela Idea Editora, o box Angus - As Virtudes do Guerreiro I e II, inspirados pelos giftbooks e Angus O Cavaleiro e o Samurai pela Prestígio Editorial (um selo da Ediouro Publicações), no mesmo ano, foi lançado pela gravadora  Works Music, a ópera rock Angus gravada pela banda Krusader, que mistura o heavy metal com música clássica, o videoclipe da canção My Heart I´d Give to You, teve participação da atriz Luciana Vendramini.
Em 2007, Angus foi publicado pela OnLine Editora em revistas literárias ilustradas, semelhantes as revistas pulp, embora a editora tenha vendido como se fossem revistas em quadrinhos, antes dessa, o personagem chegou a ter uma revista em quadrinhos a história foi desenhada pelo desenhista Rod Pereira. 
Em 2008, durante um debate entre autores e editores brasileiros, ocorrido na Livraria Cultura, Paes Filho contou que tentou novamente levar a saga de Angus para os cinemas, desta vez apresentando o projeto a Walt Disney Company. Segundo o autor, a empresa teria exigido que ele retirasse os elementos religiosos contidos no livro. A recusa da proposta de retirar tais elementos fez com o autor perdesse seu agente literário. Em 2010, a série teve seus três primeiros livros republicados pela Editora Record.
Na Comic Con Experience de 2016, foram distribuídos 10 mil exemplares de Angus Origens, spin-off de Angus - O Primeiro Guerreiro, publicado pelo Grupo Editorial Novo Conceito com o selo Novas Páginas. No evento, o autor Orlando Paes Filho anunciou o lançamento da série do clã Angus - MacLachlan em forma de trilogia, sendo o primeiro livro, Angus - O Primeiro Guerreiro, com lançamento para março de 2017.
Em março de 2017, o primeiro livro será relançado pelo Grupo Editorial Novo Conceito com o selo Novas Páginas. Uma versão totalmente atualizada com ilustrações originais e uma trilha sonora exclusiva.O  segundo livro da trilogia - Angus - O Guerreiro de Deus - tem previsão de lançamento para o segundo semestre de 2017.
A saga foi publicada em mais de 30 países e ficou na lista de mais vendidos em lugares como China, Taiwan. Rússia e Austrália.
No Brasil, o livro alcançou a lista de mais vendidos de veículos grandes, como:
- 6 meses corridos na lista de mais vendidos da Revista Época em 2003;
- 5 meses corridos na lista de mais vendidos da Revista Veja em 2003;
- 4 meses corridos na lista de mais vendidos do jornal Folha de S.Paulo em 2003;
- 5 meses corridos na lista de mais vendidos do jornal O Estado de São Paulo (Estadão) em 2003;
- Primeiro lugar de mais vendidos no site do Submarino durante todo ano de 2003 (na época, o site vendia apenas livros).

## Enredo
Os romances Angus contam com uma mistura entre a ficção histórica e os fatos históricos mais importantes da humanidade. Assim sendo, seus personagens participam de grandes guerras da história mundial e interagem com personalidades de cada época.
Na personalidade dos heróis, ou dos guerreiros principais do clã MacLachlan, fica evidente a busca pelas virtudes, características especiais da moral do guerreiro e que compõem a base do código da cavalaria medieval.
A saga do clã MacLachlan é contada em 3 (três) romances, ricamente ilustrados, com mapas da época e ampla pesquisa histórica.

### Trilogia Angus
- Angus - O Primeiro Guerreiro (será lançado em março de 2017)
- Angus - O Guerreiro de Deus (lançamento previsto para segundo semestre de 2017)
- Angus - As Cruzadas de 2020 (sem previsão de lançamento)

### Série Angus - publicada em 2003
- Angus - Primeiro Guerreiro, O
- Angus - Cruzadas, As
- Angus - Guerreiro de Deus, O (não foi publicado)
- Angus - A Queda do Oeste (não foi publicado)
- Angus - O Rei Perfeito (não foi publicado)
- Angus - O Dominio de Lúcifer (não foi publicado)
- Angus - A Última Cruzada (não foi publicado)

### Demais livros que fogem da saga Angus
- Angus - Cavaleiro e samurai,
- Angus - Sangue de Gelo
- Angus - Alfred o Grande
- Angus - Luz da Escuridão
- Angus - Melodia das Trevas
- Angus - Ataque A Annatolicum

### Livros de história
- Angus - Vikings
- Angus - Anglo-Saxões
- Angus - Artur
- Angus - Monges Medievais

### RPG
- Angus - RPG (2004)

Em 2004, a Editora Planeta lançou o Angus RPG. O Angus RPG utiliza D6, D8 e D10 e foca em realismo histórico. Os personagens têm atributos (força, agilidade, resistência, inteligência, percepção e carisma), escolhem um povo (como anglo-saxões, vikings ou bretões) e uma classe (guerreiro, druida, ladino, monge, arqueiro, guerreiro), que fornecem habilidades únicas.
O combate é simples e letal: rola-se 1D10 + atributo contra a defesa do alvo. O dano depende da arma e as armaduras reduzem o dano, mas atrapalham os movimentos. Testes em condições adversas (escuridão, ferimentos) sofrem penalidades. Magias são raras e simples, com efeitos como cura e bênçãos.

As vacas acabaram virando motivo de chacota em publicações da época, pois o sistema do Angus RPG fazia com que esses animais comuns tivessem atributos e dano desproporcionalmente altos. Por conta disso, a piada entre os jogadores era que uma simples vaca poderia ferir mais que um guerreiro experiente, o que destacava os desequilíbrios e problemas no sistema e gerava críticas e humor no meio rpgístico.